# Craspedosis nigriclathrata
Craspedosis nigriclathrata là một loài bướm đêm trong họ Geometridae.